# アット・ザ・ビーチ
『アット･ザ･ビーチ』(Stevie at the Beach)は、1964年に発表されたスティーヴィー・ワンダーのアルバム。4枚目のオリジナル・アルバム。

## 特徴
1964年6月、スティーヴィー・ワンダーが14歳の時に発表されたアルバムである、当時、サーフィン・サウンドが流行しており、ビーチ・ボーイズやジャン&ディーンによって開花したサーフィン・ブームは社会面でも文化面でも大きな影響を及ぼし、とりわけ映画界に与えた影響が大きく、アネット・ファニセロとフランキー・アヴァロン主演の『ビーチ・パーティ/やめないで、もっと!』、そして1963年にその続篇として作られた『マッスル・ビーチ・パーティ』があり、後者にスティーヴィーが出演したことがきっかけで、この企画アルバムの制作が決まったといういきさつがある。アルバムのタイトル通り、海辺を主題とした作品が多く、スタンダード曲が多いのが特徴である。
アルバム発売以前にシングルカットされた「ひとりぼっちの浜辺」はミディアムテンポの曲で、打ち寄せる波の音で始まり、スティーヴィーも若々しいのびのびとした歌い方をしており、商業的には失敗した曲だが、なかなかの力作である。スティーヴィー自身はカリフォルニアでの滞在を満喫していたけれども、映画とアルバムの件は楽しくなかったようで、「ヘイ・ハーモニカ・マン」に戸惑ったことを認めており、彼のレコード史の汚点と述べている。

## 収録曲
Side 1
1. ひとりぼっちの浜辺 - Castles in the Sand
2. ひき潮 - Ebb Tide
3. サッド・ボーイ - Sad Boy
4. 夕陽に赤い帆 - Red Sails in the Sunset
5. ビーチカマー - The Beachcomber
6. ひとりぼっちの浜辺 - Castles in the Sand (Instrumental)

Side 2
1. ハッピー- Happy Street
2. ビーチ・ハウスのパーティ - The Party at the Beach House
3. ヘイ・ハーモニカ・マン - Hey Harmonica Man
4. ビーチストンプ - Beachstomp
5. ビヨンド・ザ・シー - Beyond the Sea